# Рідна Школа (газета)
«Рідна Школа» — педагогічно-виховний двотижневик, орган товариства «Рідна Школа», виходив у Львові 1927 (6 чч.) і 1932—1939 pp.; ред. Михайло Струтинський, Іван Герасимович (1933—1936) і Маркіян Терлецький при співпраці визначних педагогів.
У часопису були опубліковані художні твори Василя Стефаника і спогади про нього («Стефаник зблизька»), І. Карбулицького, В. Островського, Марійки Підгірянки, П. Карманського, нарис «Мої спомини із шкільних років» учасниці національно-визвольної боротьби Олени Степанів .